# Одного разу вночі (фільм, 1944)
Про однойменний фільм див. Одного разу вночі (фільм, 1959)
«Одного разу вночі» — радянський художній фільм режисера Бориса Барнета, знятий в 1944 році на Єреванській студії художніх фільмів за сценарієм Федора Кнорре.

## Сюжет
Йде Велика Вітчизняна війна. Над прифронтовим окупованих містом зазнає аварії радянський бомбардувальник збитий німцями. Екіпаж літака намагається вижити. Поранених пілотів рятують місцеві жителі, вони ховають відважних авіаторів в руїнах будинків. Слідами збитого екіпажу йде група фашистів. У центрі сюжету подвиг молодої російської дівчини Варі (Ірина Радченко), що сховала на горищі напівзруйнованого будинку поранених льотчиків. Німці вистежують притулок, але завдяки мужності й стійкості Варі бійцям вдається дістатися до своїх. Незабаром Червона армія раптовим і потужним ударом звільняє місто — німці в паніці біжать. Один з уцілілих бійців (Борис Андрєєв) знаходить в руїнах, де він нещодавно переховувався, поранену дівчину.

## У ролях
- Ірина Радченко — Варя
- Борис Андрєєв — Христофоров
- Іван Кузекцов — Вяткін
- В. Леонов — Веселовський
- Микола Дупак — Санніков
- Борис Барнет — німецький офіцер Бальц
- Олексій Юдін — Бєлугін
- Ольга Горєва — Уляна

## Знімальна група
- Режисер — Борис Барнет
- Сценарист — Федір Кнорре
- Оператор — Сергій Геворкян
- Композитор — Давид Блок
- Художники — Сергій Сафарян, Юрій Єрзинкян, Сергій Арутч'ян